# Stazione di Castione Andevenno
La Stazione di Castione Andevenno è una stazione ferroviaria posta sulla linea Tirano-Lecco. Serve il comune di Castione Andevenno compresa la sua estesa zona artigianale/commerciale lungo la SS 38.

## Strutture e impianti
Il fabbricato originario su due livelli di color rosso mattone, posto in corrispondenza del passaggio a livello che porta al parcheggio, è stato dismesso in seguito alla costruzione ed attivazione di un nuovo fabbricato su un livello comprendente sala di attesa, ufficio movimento e sala relè.
La nuova stazione è stata costruita circa 150 metri più a est rispetto al vecchio fabbricato, per poter realizzare un secondo binario (di incrocio) e le relative banchine, collegate mediante passerella. Tale binario di incrocio non era possibile realizzarlo nei pressi del vecchio fabbricato per mancanza di spazio.
Dal fabbricato originario sono stati rimossi tutti i cartelli indicatori, rimangono visibili solamente gli attacchi a muro delle due campanelle Leopolder e una parte della ridotta banchina che serviva l'unico binario presente.
Il complesso del vecchio fabbricato e dei servizi igienici è stato recuperato e concesso alla società di rafting Indomita Valtellina River.
Con l'entrata in vigore dell'orario invernale 1994-1995 la stazione fu chiusa, salvo poi essere riaperta con l'entrata in vigore dell'orario invernale 2000-2001.

## Movimento
La stazione è servita dai treni regionali svolti da Trenord nell'ambito del contratto di servizio stipulato con la Regione Lombardia.
A gennaio 2023, vi ferma solo il R10317 delle 07:52 direzione Lecco, per effettuare incrocio col R10310, oltre ai bus sostitutivi, sempre di Trenord, che percorrono la tratta Lecco-Sondrio e viceversa.

## Servizi
La stazione dispone di:
- Annuncio sonoro arrivo e partenza treni
- Parcheggio auto e moto